# Жирар-де-Сукантон, Этьен Артурович
Барон Этье́н Арту́рович Жира́р-де-Суканто́н (фр. Étienne Girard de Soucanton; 6 [18] сентября 1843, Кунда, Viru-Nigula parish — 8 [21] октября 1910, Ревель) — российский предприниматель.

## Биография
Родился 6 сентября 1843 года на мызе Кунда (Эстляндская губерния) в знатной семье рода Жирар-де-Сукантон, имеющего французские корни.
С молодых лет занимался предпринимательством и общественной деятельностью.
Проявил себя в добыче и торговле асбестом. В 1890-е годы начал приобретать асбестовые рудники на Урале. На рубеже 1889—1890 годов он за 70 тысяч рублей купил Вознесенские асбестовые прииски у созданного в 1885 году изыскателем асбеста А. П. Ладыженским «Товарищества для эксплуатации полезных ископаемых». К 1910 году Жирару Этьену принадлежало 12 предприятий в Каменской и Монетной дачах. В 1899 году он организовал экспорт сырого асбеста через Ревельский порт, одновременно предприняв усилия по созданию фабрики асботекстильных изделий. Используя высокий уровень организации производства и технического оснащения рудников, Сукантон стал крупнейшим уральским асбестопромышленником.
В течение более 30 лет он был представителем Ревельского кредитного общества владельцев недвижимости, председателем Союза немецких корпораций (Ревель), английским вице-консулом. Принимал участие в создании Совета съезда представителей биржевой торговли и сельского хозяйства и некоторое время был вице-президентом этой организации.
Умер 8 октября 1910 года.